# Borsa di Parigi

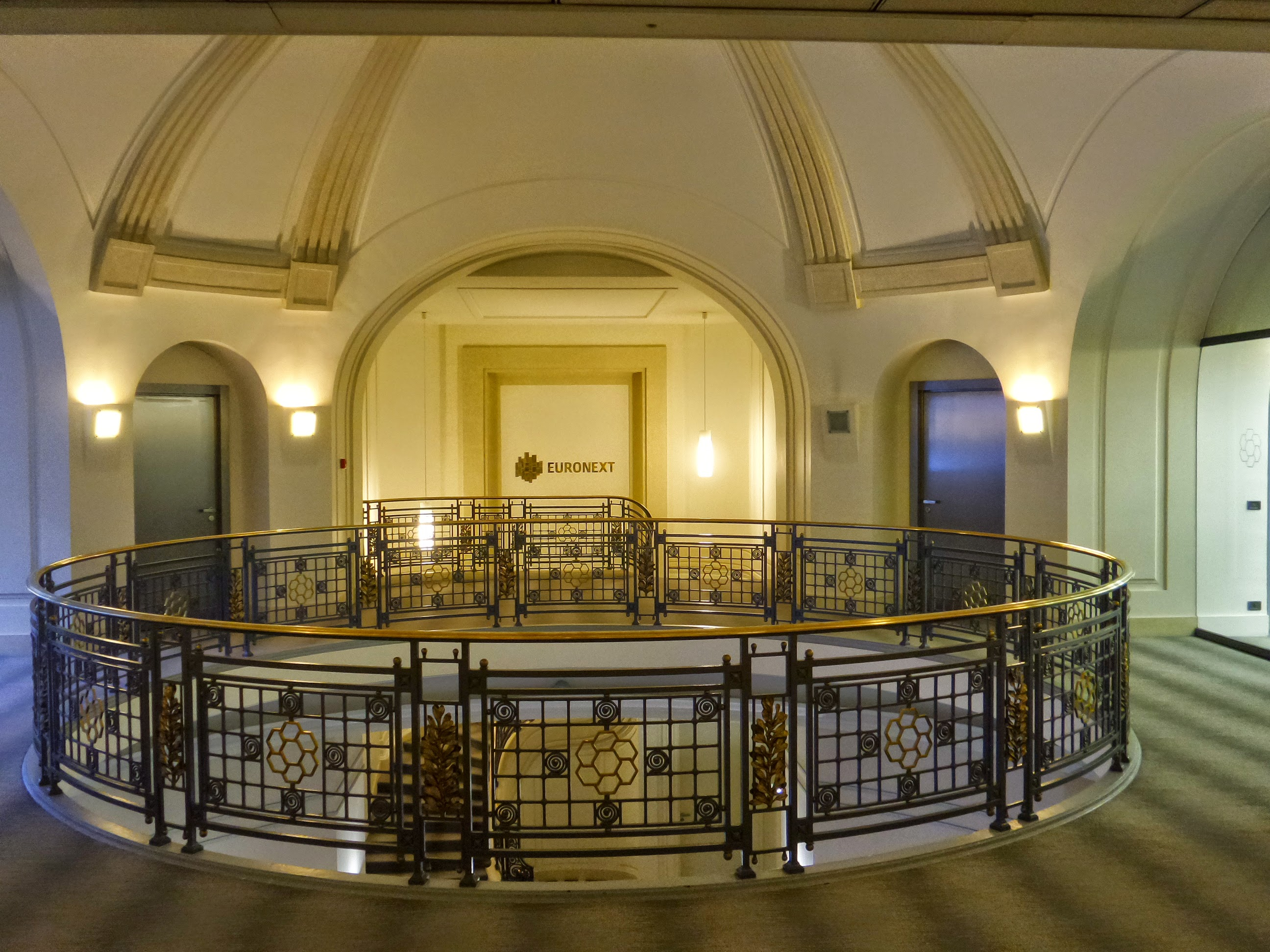
La sede di Euronext Paris, ex Société des Bourses Françaises (SBF), – tra il 1988 e il 2015 – al 39 rue Cambon a Parigi.

Il termine Borsa di Parigi (in francese Bourse de Paris) è utilizzato per riferirsi sia alla borsa valori e al mercato finanziario di Parigi (dal 2000 Euronext Paris, parte del gruppo Euronext) che, per metonimia, al palazzo che la ospitava dal 1826 al 1998 (Palais de la Bourse, Palazzo della Borsa; detto anche Palais Brongniart, dal nome dell'architetto che lo ha progettato).
Fisicamente non esiste più la Borsa di Parigi nel Palazzo Brongniart dal 6 novembre 1998, le operazioni finanziarie sono informatizzate e decentralizzate nelle diverse banche ed instituzioni finanziarie; la sede francese di Euronext Paris SA è (dal 19 giugno 2015) situata al 14 place des Reflets 92054 Paris La Défense Cedex sul sito «Praetorium»; mentre il nuovo Centro Elaborazione Dati (comune a tutto il gruppo Euronext) per l'High-frequency trading è (dal 2010, all'epoca di NYSE Euronext) localizzato a Basildon, alla periferia di Londra e successivamente (dopo l'acquisizione di Borsa Italiana) sarà trasferito a Bergamo a partire dal 2022.

## La borsa

### Storia
Nel 1563 è istituita a Parigi una «place commune des marchands» (piazza comune dei commercianti)
La prima Borsa di Commercio a Parigi è creata nel 1639. Fu a partire da questa data che i commercianti di cambio, denaro e beni presero il nome di agenti di cambio che il re Carlo IX aveva creato con un editto nel 1572.
L'esistenza di società per azioni in Francia è antica. La Compagnie des Indes occidentales, creata nel 1664, così come la «Compagnie d’Afrique» e la banca generale di John Law nel 1716 sono l'oggetto di una speculazione frenetica. Poco dopo, un decreto del Conseil d'État du roi, il 24 settembre 1724, crea la Borsa di Parigi. La presenza delle donne è fin dall'origine vietata, e fu così fino al 1967.
Storicamente, le attività di scambio valori erano situate in diversi punti della geografia parigina come la rue Quincampoix, la rue de Vibienne (vicino al Palais-Royal), o dietro l'Opéra Garnier. All'inizio del XIX secolo, le attività della Borsa di Parigi furono stabilite nel Palazzo Brongniart, o Palazzo della Borsa (edificio costruito dall'architetto Alexandre-Théodore Brongniart).
Dopo il ciclone John Law che pur rivoluzionando l'intero mondo economico-finanziario francese, alla sua dipartenza lasciò il Paese nel caos più totale, il governo cercò di regolamentare e regolarizzare il mercato azionario grazie all'istituzione ufficiale della Borsa di Parigi, nel 1724 e affidando l'esclusiva delle mediazioni a una sessantina di agenti di cambio. 

La sede fu situata in rue de Vibienne.
Un decreto del Conseil du Roi del 30 marzo 1774 stabilisce la separazione della borsa di commercio in borsa delle merci e borsa dei valori e che gli agenti di cambio devono gridare gli andamenti e gli ordini.
All'inizio dell'ottocento le fortune in Francia erano state suddivise in due categorie di investimenti: da una parte i padri di famiglia preferivano le proprietà immobiliari, i terreni e le obbligazioni, dall'altra prosperavano le speculazioni in Borsa e negli affari.
Intorno alla metà dell'Ottocento il mercato dei capitali iniziò a risollevarsi, al punto che anche le imprese siderurgiche francesi riuscirono a collocare titoli al 5%; un altro dato indicativo della crescita del mercato è quello riguardante il numero di titoli quotati alla Borsa di Parigi che nel 1815 ammontava a 4 titoli, dieci anni dopo raggiunse il numero di 42, nel 1838 di 88 e nel 1840 di ben 260.
Se nel periodo della rivoluzione francese qualunque cittadino poteva svolgere l'attività di agente di cambio, semplicemente pagando la licenza, e questa scelta indusse a una lunga serie di errori e di scompensi, dalla seconda metà del XIX secolo, la Borsa di Parigi è gestita dalla Compagnie des agents de change, diretta dai membri eletti dal consiglio sindacale degli agenti di borsa. Il numero dei partecipanti al processo di formazione dei prezzi e dei cambi nelle differenti aree della borsa era limitato. Nel caso degli agenti di cambio (agents de change) erano circa 60. L'agent de change doveva essere un cittadino francese, essere nominato da un agente precedente, essere approvato dal Ministro delle Finanze ed era nominato dal Presidente della Repubblica. Ufficialmente, gli agenti della Borsa non potevano contrattare azioni per sé stessi, erano strettamente intermediari.
Solo dal periodo postnapoleonico, si assistette in Francia ad un aumento di fiducia nei confronti del mercato borsistico e a Parigi nel 1847 quasi il sessanta per cento del patrimonio era investito in beni immobili e la quota riferita alle azioni delle società risultava quadruplicata rispetta a venti anni prima.
Tra il 1826 ed il 1838 si registrò in Francia un incredibile boom speculativo, che comprese nell'arco di due anni alla nascita di oltre 500 societés en commandite, oltre alla diffusione di azioni minerarie, ferroviarie con un'assoluta centralizzazione dei mercati nella capitale e l'assenza pressoché totale, ad esclusione di Lione, di un mercato di capitali in provincia.
Nel 1985 è avvenuta in Francia una radicale riforma del mercato finanziario, tramite il pacchetto di riforme denominato Small Bang che ha conferito una buona spinta alla crescita sia della concorrenza sia dell'efficienza del mercato. Tra le novità principali si ricordano l'introduzione dell'asta per i titoli pubblici. Tre anni dopo la Bourse de Paris viene trasformata in société anonyme accelerando il fenomeno di privatizzazione dei mercati e viene istituito il Counseil de Bourse des Valeurs con poteri disciplinari, regolamentari e di controllo. Negli ultimi anni Parigi ha stretto accordi con le altre piazze borsistiche europee per formare il cosiddetto network EuroNM.
Fino alla fine degli anni 90, la Borsa di Parigi era gestita dalla corporazione degli agenti di cambio, che avevano il monopolio sulla quotazione. Dall'inizio degli anni 80, e a seguito della grande concorrenza tra le diverse piazze borsistiche internazionali, si è posta la questione della modernizzazione della Borsa di Parigi, che, fino a quel momento, funzionava principalmente gridando (open outcry). Il sistema CAC (cotation assistée en continu), introdotto progressivamente tra il 1986 e il 1989, ha reso possibile la quotazione continua e la sopravvivenza di un mercato che era soprattutto minacciato dalla Borsa di Londra. Questa informatizzazione fu seguita da altre riforme istituzionali, come la modifica dello statuto degli agenti di cambio e l'apparizione di nuove società di borsa.
Il 22 gennaio 1988, la Société des bourses françaises (acronimo dell'attuale indice SBF) fa seguito alla Compagnie des agents de change (acronimo originale dell'indice CAC). La modernizzazione della Borsa di Parigi è accompagnata da altre iniziative come la creazione, dal 1989, di mercati organizzati di prodotti finanziari derivati — il MATIF e il MONEP, in seguito raggruppati sotto la denominazione Euronext-Liffe dopo l'acquisto di LIFFE da parte di Euronext nel 2002 — o la dematerializzazione dei titoli (con la creazione della Sicovam).
Dalla fine degli anni 90, e dopo l'introduzione del sistema NSC (Nouveau système de cotation), la Borsa di Parigi lancia un'iniziativa di fusione tra diverse borse europee (Amsterdam e Bruxelles), che culminerà con la creazione di Euronext nel 2000.
Nel 1996 è creato il Marché libre de Paris, che sostituisce il marché hors-cote, si tratta di un mercato regolato ma non regolamentato destinato in particolare alle PMI con un capitalizzazione generalmente inferiore a 20-25 milioni di euro. Al 2017, su questo mercato sono quotati 225 titoli.
Nel 2005 è creato Alternext Paris, si tratta di un mercato regolato ma non regolamentato destinato in particolare alle PMI con un capitalizzazione generalmente compresa tra 20 e 100 milioni di euro. Al 2017, su questo mercato sono quotati 209 titoli.
Sul mercato Euronext Paris (ex Eurolist), al 2017, sono quotati 599 titoli.
Nel 2007, il gruppo Euronext si fonde con il gruppo statunitense NYSE per creare NYSE Euronext.
Nel 2013, IntercontinentalExchange (ICE) acquista il gruppo NYSE Euronext. Nel 2014 ICE separa le attività dell'Europa continentale (Amsterdam, Bruxelles, Parigi e Lisbona) dal gruppo NYSE Euronext. Il 20 giugno 2014 il gruppo EURONEXT è quotato nuovamente in borsa con un'IPO e ritorna una società indipendente.
Il 19 giugno 2017 Euronext cambia i nomi di tre dei suoi segmenti di mercato: "Marché Libre/Free Market" e "Easynext" diventano "Euronext ACCESS" (con il compartimento "Euronext ACCESS+" per le startups e le PMI), "Alternext" diventa Euronext GROWTH, mentre "Euronext" (con i 3 compartimenti A, B e C) rimane invariato.
La Borsa di Parigi ha utilizzato il sistema di quotazione continua Cotation assistée en continu ("CAC", evoluzione del sistema Computer Assisted Trading System sviluppato dal Toronto Stock Exchange) a partire dal 1986; a partire dagli anni 90 il "CAC" è stato sostituito dal Nouveau système de cotation ("SNC", noto anche come Supercac), adottato poi anche dalle altre borse al momento della formazione di Euronext e anche da altre borse non legate ad Euronext; nel 2007, con la fusione con NYSE e la creazione di NYSE Euronext, il sistema "SNC" è stato sostituito dal sistema Universal Trading Platform ("UTP").

#### Localizzazioni
- dal 1304 : Grand-Pont – diventato poi Pont au Change – dal lato della Grève, tra la grande Arche e l'église Saint-Leufroy;[1]
- al 1700 : place du Change (corte del Palais, al disotto della galerie Dauphine, dal lato della Conciergerie);[1][19]
- dal 1700 al 1720 : rue Quincampoix, nel Marais (durante il periodo della Banque générale di John Law), e place Louis le Grand (luoghi non ufficiali);[1]
- dal 1720 al 25 ottobre 1720 : giardini dell'Hôtel de Soissons (approssimativamente dove oggi si trova la Bourse du commerce);[1][19]
- dal 24 settembre 1724 al 17 giugno 1793 : galerie Vivienne del Palais Mazarin, un grance complesso composto, tra gli altri, dall'Hôtel de Nevers – hôtel particulier situato al 12 rue Colbert e al 58bis rue de Richelieu – e dall'Hôtel Tubeuf – situato tra rue Vivienne e rue des Petits-Champs –, che appartiene alla Compagnie des Indes orientales, l'ingresso principale è dalla rue Vivienne.[1][19][20]
- dal 20 maggio 1794 al 14 dicembre 1794 e poi fino al 14 dicembre 1794 : piano terra del Palais du Louvre;[1][20]
- dal 12 gennaio 1796 al 2 ottobre 1809 : église des Petits-Pères (in disuso), diventata, sotto il Direttorio, bien national;[1][20]
- dal 2 ottobre 1809 al 23 marzo 1818 : Palais-Royal, galleria detta «de Virginie», sotto la grande sala del «Tribunat»;[1][20]
- dal 23 marzo 1818 al 6 novembre 1826 : in un hangar, sul terreno dell'ex Couvent des Filles-Saint-Thomas;[1][21]
- dal 6 novembre 1826 al 6 novembre 1998 : Palais Brongniart;[1][2][14]
- dal 22 gennaio 1988 al 19 giugno 2015 : «Cambon», 39 rue Cambon 75039 Paris Cedex 01;[14][22]
- dal 19 giugno 2015 : «Praetorium»[6], 14 place des Reflets 92054 Paris La Défense Cedex.[3][4][5]

### Organizzazione
Capogruppo
- Euronext NV

Sussidiarie francesi (100%)
- EnterNext SA (SIREN : 792 979 593)
- Euronext Paris SA (SIREN : 343 406 732)
- Euronext Technologies Holding SAS (SIREN : 481 915 700)
- Euronext Technologies SAS (SIREN : 425 100 294)

Associate francesi
- Tredzone SAS (34,04%) (SIREN : 800 068 132)

Non-current investments francesi
- Sicovam Holding SA (9,60%) (SIREN : 411 200 363)
- Euroclear Plc (3,26%)[23]
  - Euroclear SA (SIREN : 479 774 093)
  - Euroclear Properties France SAS (SIREN : 451 043 889)
  - Euroclear France SA (SIREN : 542 058 086)
- LCH.Clearnet Group Ltd (2,31%)[24]
  - LCH SA (SIREN : 692 032 485)[25]

### Mercati e indici
| Nazione / Città | Nome Mercato / Segmento          | MIC  | Op. MIC | O / S | Data    | Note                                                                                |
| --------------- | -------------------------------- | ---- | ------- | ----- | ------- | ----------------------------------------------------------------------------------- |
| Parigi          | Euronext - Euronext Paris        | XPAR | XPAR    | O     | 2005/06 |                                                                                     |
| Parigi          | Bondmatch                        | MTCH | XPAR    | S     | 2010/11 | Financial, corporate and covered bonds trading platform for professional investors. |
| Parigi          | Euronext Access Paris            | XMLI | XPAR    | S     | 2006/06 | Ex "Marche libre"                                                                   |
| Parigi          | Euronext Growth Paris            | ALXP | XPAR    | S     | 2007/08 | Ex "Alternext"                                                                      |
| Parigi          | Euronext Paris MATIF             | XMAT | XPAR    | S     | 2005/06 |                                                                                     |
| Parigi          | Euronext Paris MONEP             | XMON | XPAR    | S     | 2005/06 |                                                                                     |
| Parigi          | Euronext Structured Products MTF | XSPM | XPAR    | S     | 2016/09 | MTF for the trading of structured products.                                         |

| Nome Mercato / Segmento                 | MIC  | Equities | Bonds | ETFs | Funds | ETVs / ETNs | Warrants, Certificates & Structured Notes | Futures | Options |
| --------------------------------------- | ---- | -------- | ----- | ---- | ----- | ----------- | ----------------------------------------- | ------- | ------- |
| Euronext - Euronext Paris               | XPAR | si       | si    | si   | si    | si          | si                                        | -       | -       |
| Bondmatch                               | MTCH | -        | -     | -    | -     | -           | -                                         | -       | -       |
| Euronext Access (ex Marché libre) Paris | XMLI | si       | si    | -    | -     | -           | si                                        | -       | -       |
| Euronext Growth (ex Alternext) Paris    | ALXP | si       | si    | -    | -     | -           | -                                         | -       | -       |
| Euronext Paris MATIF                    | XMAT | -        | -     | -    | -     | -           | -                                         | si      | -       |
| Euronext Paris MONEP                    | XMON | -        | -     | -    | -     | -           | -                                         | -       | si      |
| Euronext Structured Products MTF        | XSPM | -        | -     | -    | -     | -           | -                                         | -       | -       |

| Nome | Simbolo | ISIN         | Note                                                                                               |
| --- | ------- | ------------ | -------------------------------------------------------------------------------------------------- |
| CAC 40 | PX1     | FR0003500008 | Indice dei 40 principali titoli                                                                    |
| CAC 40 GR | PX1GR   | QS0011131834 | Indice dei 40 principali titoli Gross total Return                                                 |
| CAC 40 NR | PX1NR   | QS0011131826 | Indice dei 40 principali titoli Net total Return                                                   |
| CAC Next 20 | CN20    | QS0010989109 | Indice di 20 titoli (dal 41° al 60°)                                                               |
| CAC Next 20 GR | CN20G   | QS0011224233 | Indice di 20 titoli (dal 41° al 60°) Gross total Return                                            |
| CAC Next 20 NR | CN20N   | QS0011224092 | Indice di 20 titoli (dal 41° al 60°) Net total Return                                              |
| CAC Large 60 | CACLG   | QS001121365  | Indice dei primi 60 titoli (dal 1° al 60°), CAC 40 + CAC Next 20                                   |
| CAC Mid 60 | CACMD   | QS0010989117 | Indice di 60 titoli (dal 61° al 120°)                                                              |
| CAC Mid 60 GR | CACMR   | QS0011131917 | Indice di 60 titoli (dal 61° al 120°) Gross total Return                                           |
| CAC Mid 60 NR | CACMN   | QS0011131909 | Indice di 60 titoli (dal 61° al 120°) Net total Return                                             |
| SBF 120 | PX4     | FR0003999481 | Indice dei primi 120 titoli (dal 1° al 120°), CAC Large 60 + CAC Mid 60                            |
| SBF 120 GR | PX4GR   | QS0011131859 | Indice dei primi 120 titoli (dal 1° al 120°) Gross total Return, CAC Large 60 GR + CAC Mid 60 GR   |
| SBF 120 NR | PX4NR   | QS0011131842 | Indice dei primi 120 titoli (dal 1° al 120°) Net total Return, CAC Large 60 NR + CAC Mid 60 NR     |
| CAC Small | CACS    | QS0010989125 | Indice di un numero di titoli variabile (dal 121°)                                                 |
| CAC Small GR | CACSR   | QS0011213723 | Indice di un numero di titoli variabile (dal 121°) Gross total Return                              |
| CAC Small NR | CACSN   | QS0011213707 | Indice di un numero di titoli variabile (dal 121°) Net total Return                                |
| CAC Mid & Small | CACS    | QS0010989125 | Indice di un numero di titoli variabile (dal 61°), CAC Mid 60 + CAC Small                          |
| CAC Mid & Small GR | CMSG    | QS0011213756 | Indice di un numero di titoli variabile (dal 61°) Gross total Return, CAC Mid 60 GR + CAC Small GR |
| CAC Mid & Small NR | CMSN    | QS0011213731 | Indice di un numero di titoli variabile (dal 61°) Net total Return, CAC Mid 60 NR + CAC Small NR   |
| CAC All-Tradable | CACT    | FR0003999499 | Indice di tutti i titoli scambiabili (ex SBF 250)                                                  |
| CAC All-Tradable NR | CACTN   | QS0011131883 | Indice di tutti i titoli scambiabili Net total Return                                              |
| CAC 40 VOLA IDX | VCAC    | QS0011052139 | Indice dei 40 principali titoli volatilità                                                         |
| CAC Low Risk | CACLR   | QS0011245329 | Indice dei 25-50 principali titoli Low Risk                                                        |
| Next Biotech | BIOTK   | QS0011095955 | Indice dei principali titoli del segmento biotecnologico                                           |
| CAC 40 = indice calcolato con dividendi non reinvestiti CAC 40 GR = indice calcolato con dividendi lordi reinvestiti CAC 40 NR = indice calcolato con dividendi netti reinvestiti |         |              | |

## Il palazzo
Il palazzo Brongniart, chiamato anche Palazzo della Borsa, è un edificio circondato da un peristilio di stile corinzio, che ospitava la Borsa di Parigi. Il palazzo è situato nella piazza della Borsa, nel II arrondissement di Parigi (detto anche arrondissement de la Bourse), nel quartiere Vivienne.
L'edificio, realizzato tra il 1808 – la prima pietra fu posata da Napoleone I – e il 1826, è stato progettato dall'Alexandre-Théodore Brongniart (1739-1813), ma fu completato dall'architetto Éloi Labarre (1764-1833), dopo la morte di Brongniart. L'edificio fu inaugurato il 4 novembre 1826, ma realmente completato qualche anno dopo.
Nel 1902-1903, degli ingrandimenti laterali sono apportati all'edificio ad opera dell'architetto Jean-Baptiste-Frédéric Cavel, l'edificio assume la forma di una croce greca e l'ordine corinzio sostituisce l'ordine ionico di origine.
La Borsa e il terreno sul quale l'edificio è costruito sono classificati Monumento storico dal 27 ottobre 1987.
Con una legge del 17 giugno 1829, il Royaume de France ne cede la proprietà alla Ville de Paris, che dovrà assicurarne l'utilizzo e il mantenimento; questa lo aveva inizialmente affittato alla Compagnie des agents de change, che nel 1988 diventa Société des Bourses Françaises, per infine diventare dal 2000 Euronext.
Negli ultimi anni (di uso come borsa) era quindi gestito da Euronext, ma già dal 1987, con l'informatizzazione, le attività finanziarie sono delocalizzate fuori dal Palazzo Brongniart, dove restavano le attività del MATIF – il mercato a termine (futures e derivati) e la camera di compensazione – fino al 6 novembre 1998.
Dal luglio 2010, la gestione del palazzo è affidata a GL Events, una società specializzata nella realizzazione di eventi; il palazzo Brongniart è uno dei principali centri di congressi e eventi a Parigi.
L'edificio è servito dalla stazione della metropolitana Bourse sulla Linea 3; a prossimità si trova la stazione Grands Boulevards sulle Linee 8 e Linee 9; diverse linee di bus (n°20, 39, 48, 67, 74, 85) fermano alla fermata Bourse.